# Descente de croix (icône)
La Descente de croix est une icône datant du XVe siècle, originaire du Nord de la Russie, exposée à la Galerie Tretiakov à Moscou.

## Histoire
La tradition orale attribue comme lieu d'origine de cette icône la ville de Kargopol,. La ville est située au nord du lac Latcha là où le fleuve Onega sort du lac. Au XVe siècle, la ville entretenait des liens étroits avec Novgorod. Mais le peintre de cette icône a du avoir aussi une connaissance précise de l'art de Moscou et de Dionisius en particulier. Ils devaient aussi avoir, selon Konrad Onasch, une connaissance de la peinture occidentale, byzantine et vénitienne. Ces influences n'ont pas empêché les peintres de Kargopol de conserver une grande indépendance dans le domaine des formes et de l'esthétique. Ils ont encore emprunté à la peinture folklorique des régions septentrionales de la Russie d'Europe.
De Kargopol, l'icône est arrivée à Gorodets par l'intermédiaire d'un marchand où elle a été intégrée dans une iconostase et faisait partie de l'ensemble des cinq icônes du registre des fêtes de Gorodets

## Description
Les mouvements du corps de tous les personnages suivent la forte courbure du corps du Christ. La composition est probablement influencée par des œuvres de Venise et du Mont Athos. D'après les modèles russes anciens dont s'inspiraient souvent les icônes, Joseph d'Arimathie détache le corps du Christ de la croix en se tenant sous celui-ci. Or ici il tient le corps d'en haut en se tenant sur une échelle. Dans l'iconographie ancienne, trois personnages participent à l'enlèvement des clous des mains du Christ : Nicodème, Joseph d'Arimathie et Jean. Sur cette icône il n'y a que deux personnages au pied même de la croix. Ces éléments permettent à Onasch de constater la distanciation qui s'est produite à Kargopol par rapport aux traditions anciennes. Sous la terre le crâne d'Adam illustre le rachat de l'humanité par la mort du Christ en étant en quelque sorte baptisé par le sang répandu qui coule sur lui. Le crâne s'y trouve depuis l'époque du Déluge qui l'a arraché à la terre par ses flots pour le mener à la Colline du Crâne où se trouve la croix du Christ.
L'élément graphique domine celui de la couleur comme on peut le voir sur les icônes de l'école iconographique de Vologda. Mais l'icône de la Descente de la croix n'appartient pas à cette école. Sa coloration est plus proche des icônes de Novgorod. L'utilisation de couleurs assourdies ne suffisent pas à faire concorder les formes et l'état d'âme des personnages. Pour réaliser cette concordance, l'artiste utilise une courbure du corps du Christ similaire à celle des personnages, avec une audace rarement atteinte dans des œuvres byzantines ou européennes. Ce type d'unité entre les éléments psychiques et la ligne du dessin est caractéristique des icônes de Kargopol qui suivront. C'est une particularité proprement russe qui doit beaucoup à Dionisius.

## Appréciation
L'historien d'art Mikhaïl Alpatov écrit dans son Histoire de l'art russe:

« Les tonalités chaudes et denses ne sont rompues que par le perizonium d'un blanc éclatant du Christ. Comment en pas évoquer la couleur pure dont se préoccupera Matisse, avec ses harmonies d'aplats hauts en couleur ? On n'a pas défini la provenance de ces deux icônes. Mais il est évident que leur auteur était l'un des plus grands parmi les maîtres de l'ancienne Russie. »

,.